# Campeonato Mundial de Biatlón de 1986
El XXIII Campeonato Mundial de Biatlón se celebró en Oslo (Noruega) entre el 21 y el 23 de febrero de 1986 bajo la organización de la Unión Internacional de Biatlón (IBU) y la Federación Noruega de Biatlón. El mismo año se celebró el III Campeonato Mundial de Biatlón Femenino en la localidad de Falun (Suecia) entre el 14 y el 16 de febrero.

## Resultados

### Masculino
| Evento                     | Oro                                                                              | Plata                                                                        | Bronce                                                                                   |
| -------------------------- | -------------------------------------------------------------------------------- | ---------------------------------------------------------------------------- | ---------------------------------------------------------------------------------------- |
| 10 km velocidad (22.02)    | Valeri Medvedtsev URSS 28:02,8                                                   | Franz Schuler · Austria · 28:55,3                                            | André Sehmisch RDA 28:59,9                                                               |
| 20 km individual (21.02)   | Valeri Medvedtsev URSS 57:05,3                                                   | André Sehmisch RDA 57:18,2                                                   | Alfred Eder · Austria · 58:39,1                                                          |
| Relevos 4 × 7,5 km (23.02) | URSS Yuri Kashkarov Dmitri Vasiliev Valeri Medvedtsev Serguei Bulyguin 1:39:23,2 | RDA Jürgen Wirth Frank-Peter Roetsch Matthias Jacob André Sehmisch 1:40:02,3 | Italia · Werner Kiem · Gottlieb Taschler · Johann Passler · Andreas Zingerle · 1:41:07,0 |

### Femenino
| Evento                   | Oro                                                 | Plata                                                      | Bronce                                                 |
| ------------------------ | --------------------------------------------------- | ---------------------------------------------------------- | ------------------------------------------------------ |
| 5 km velocidad (15.02)   | Kaija Parve URSS 20:07,0                            | Nadezhda Belova URSS 20:53,2                               | Eva Korpela · Suecia · 21:25,0                         |
| 10 km individual (14.02) | Eva Korpela · Suecia · 37:46,9                      | Siv Bråten · Noruega · 38:45,3                             | Sanna Grønlid · Noruega · 39:19,6                      |
| Relevos 3 × 5 km (16.02) | URSS Kaija Parve Nadezhda Belova Venera Chernyshova | Suecia · Eva Korpela · Inger Björkbom · Sabiene Karlsson · | Noruega · Sanna Grønlid · Siv Bråten · Anne Elvebakk · |

## Medallero
| Núm. | País    | Oro | Plata | Bronce | Total |
| ---- | ------- | --- | ----- | ------ | ----- |
| 1    | URSS    | 5   | 1     | 0      | 6     |
| 2    | Suecia  | 1   | 1     | 1      | 3     |
| 3    | RDA     | 0   | 2     | 1      | 3     |
| 4    | Noruega | 0   | 1     | 2      | 3     |
| 5    | Austria | 0   | 1     | 1      | 2     |
| 6    | Italia  | 0   | 0     | 1      | 1     |
|      | TOTAL   | 6   | 6     | 6      | 18    |